# 珍·茜宝
珍·多萝西·茜宝（英語：Jean Dorothy Seberg，1938年11月13日—1979年8月30日）是一位美国女演员。她曾在好莱坞和欧洲的34部电影中担任主演，其中包括《聖女貞德》（出道）、《斷了氣》和《国际机场》等。
茜宝也是FBI反谍项目的最著名的目标之一。她的受害有充分证据显示为对她在20世纪60年代支持黑豹党的报复。
珍·茜宝40岁时在巴黎服用巴比妥类药物过量而去世。她的死被裁定可能为自杀。

## 早年生活
珍·茜宝出生于艾奥瓦州马歇尔，母亲是一个代课老师，父亲是一个药剂师。她的家庭信仰信義宗，具有瑞典，英格兰和德国血统。珍有一个姐妹和两个兄弟。
高中毕业后，茜宝来到艾奥瓦大学学习戏剧艺术，但后来由电影制作代替。

## 个人生活
1958年10月5日茜宝与23岁的法国律师François Moreuil在马歇尔结婚。1960年他们离婚。
1963年，茜宝嫁给了比她大24岁的法国小说家和外交官罗曼·加里，他们唯一的孩子Alexandre Diego Gary，1962年7月24日出生在巴塞罗那。在这段婚姻期间，茜宝居住在巴黎，希腊，法國南部和馬略卡島。
茜宝的第二个孩子Nina Hart Gary（生于1970年8月23日 - 死于1970年8月25日，葬在艾奥瓦州马歇尔的河沿公墓），尽管加里承认孩子是自己的，但在怀孕期间，茜宝坦承，孩子是与一个叫Carlos Ornelas Navarro的学生外遇而来。两人在Nina出生之前1个月离婚。
1972年，她与电影导演Dennis Berry开始第三段婚姻。
1979年她与丈夫分居，和阿尔及利亚人Ahmed Hasni开始伴侣关系。他们前往西班牙，但很快茜宝就独自一人回到巴黎并躲开Hasni，她说曾受到很严重的暴力虐待。

## 去世

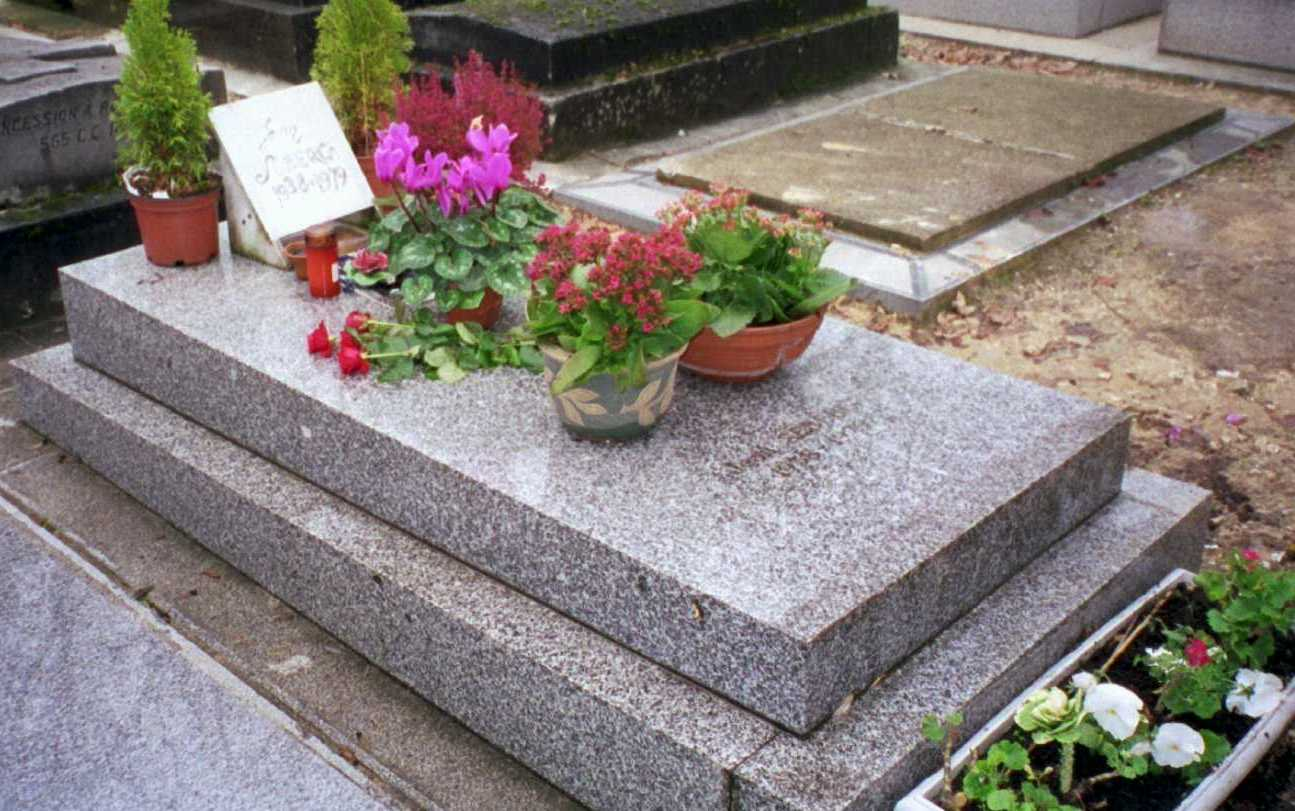
珍·茜宝之墓

1979年8月下旬，茜宝失踪。她的伴侣Ahmed Hasni告诉警方，8月30日晚上他们看完一部电影，第二天早上，当他醒来的时候，茜宝已经离开。茜宝失踪后，Hasni告诉警方，他知道她想要自杀已经有一段时间了。他声称茜宝1979年7月曾在巴黎地铁列车前方跳下自杀未遂。
十天后，巴黎十六区茜宝公寓附近停放的她的雷诺车的后座上发现了被毯子包裹着的她已经腐烂的尸体。警方发现了一瓶巴比妥类药物，一个空矿泉水瓶和一张用法语写的给她儿子的纸条。她的死被警方裁定为自杀。
茜宝的第二任丈夫罗曼·加里在她去世后不久召开记者会，公开指责FBI对茜宝的打击使她的心理健康日益恶化。加里称1970年FBI编造了茜宝怀了黑豹党的孩子的谎言，媒体报道后茜宝就“成了精神病”。孩子由于早产在出生两天后就死亡。加里说，茜宝曾多次企图在孩子的逝世纪念日8月25日时自杀。
茜宝被埋葬在法国巴黎蒙帕纳斯公墓。